# Schlangenadler
Der Schlangenadler (Circaetus gallicus) ist ein eher großer, langflügeliger Vertreter der Gattung Schlangenadler (Circaetus) innerhalb der Familie der Habichtartigen (Accipitridae). Als einzige Art der sonst nur in Afrika südlich der Sahara vorkommenden Gattung brütet der Schlangenadler auch in Europa und in Zentralasien.
Unter den europäischen Greifvögeln ist er mit seiner fast ausschließlichen Reptiliennahrung ein Ernährungsspezialist und in seinem Vorkommen entsprechend eng an ein ausreichendes Angebot an Schlangen und Eidechsen gebunden. Die in der Paläarktis brütenden Schlangenadler sind Langstreckenzieher mit Überwinterungsgebieten in der Sahelzone südlich der Sahara. Trotz eines sehr großen und zum Teil stark fragmentierten Verbreitungsgebietes werden zurzeit keine Unterarten allgemein anerkannt. Nach starken Bestandsrückgängen im 19. und zu Beginn des 20. Jahrhunderts scheinen die verbliebenen Bestände zurzeit auf relativ niedrigem Niveau stabil zu sein.

## Aussehen
Der Schlangenadler ist mit einer Spannweite von bis zu 188 Zentimetern und einer Gesamtlänge von 62–70 Zentimetern ein recht großer Greifvogel. Er ähnelt im Flugbild etwas einem sehr hellen Mäusebussard, ist aber bedeutend größer als dieser. Auf Grund seiner Größe, seiner auf der Unterseite sehr hellen, oft fast zeichnungslosen Erscheinung, der langen, breiten Flügel und des durch Schweben und Rütteln gekennzeichneten Flugstiles ist die Art meist auch aus größeren Distanzen relativ leicht zu bestimmen. Schwieriger ist die Bestimmung allerdings im afrikanischen Winterquartier, wo mit dem Beaudouin-Schlangenadler (Circaetus beaudouini) eine sehr ähnliche Art verbreitet ist, die lange als Unterart von C. gallicus galt. Dieser ist jedoch insgesamt dunkler und auf der Unterseite deutlich braungrau gebändert. Die Unterflügeldecken sind zimtbraun geflockt.

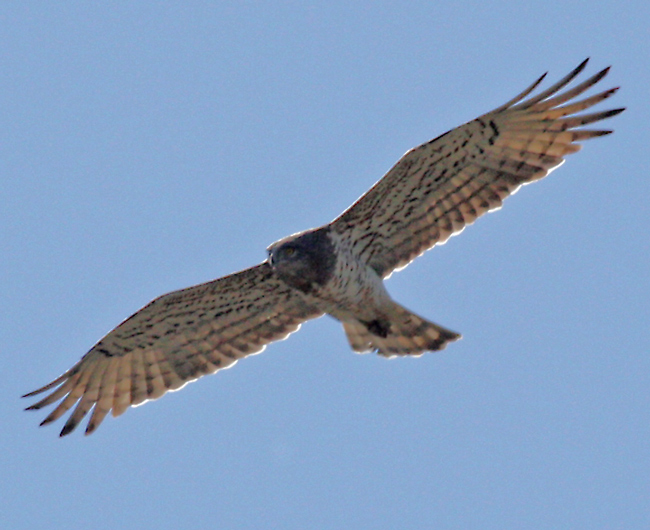
Fliegender Schlangenadler in Südspanien

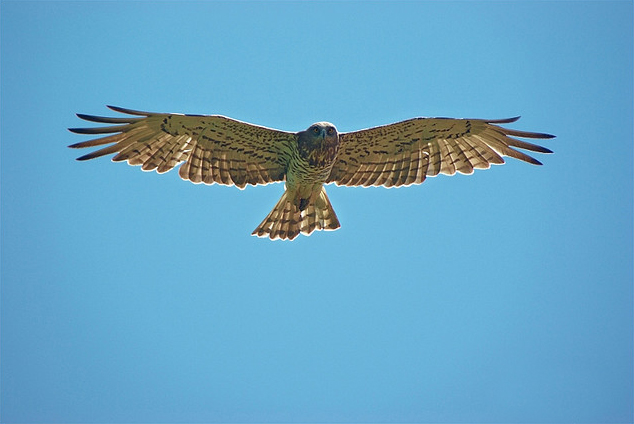
Schlangenadler aus den westlichen Pyrenäen – Die nach vorne ausgerichteten Augen sind hier deutlich

Auf der Oberseite sind Schlangenadler graubraun; Zeichnungsmerkmale wie die helleren Randungen der Oberflügeldecken sind nur aus unmittelbarer Nähe zu erkennen. Die Armschwingen sind dunkelbraun, die Handschwingen auf der Oberseite fast schwarz. Diese Färbungsunterschiede erzeugen beim fliegenden Vogel in der Obersicht einen deutlichen Farbkontrast zwischen den relativ hellen, mit Weiß gesprenkelten Oberflügeldecken und den dunkleren Arm- bzw. fast schwarzen Handschwingen. Der Kopf wirkt beim sitzenden Adler sehr groß; die stark nach vorne ausgerichteten, großen Augen mit gelber Iris erscheinen fast eulenartig. Im Flug ist dieses Merkmal nicht auffällig. Auf der Unterseite sind Schlangenadler meist sehr hell. Die Unterflügeldecken sind undeutlich bräunlich gefleckt und gezont, die Arm- und Handschwingen sind dunkelgrau gerandet; die Spitzen der Handschwingen sind grauschwarz. Oft sind Kehle und Brust deutlich zimtbraun gefärbt, was einen kapuzenartigen Eindruck bewirken kann, doch erscheint dieses Merkmal nicht bei allen Vögeln. Der mittellange, eher schmale Schwanz weist eine undeutliche, dreifache, dunkle Bänderung auf; aus größerer Entfernung wirkt er jedoch fast zeichnungslos. Bauch, Steiß und Hosen sind auf sehr hellem Grund in sehr unterschiedlicher Intensität hellbraun gefleckt. Die grünlichgrauen Beine sind ab dem Intertarsalgelenk nicht befiedert, die Krallen sind schwarz.
Die Geschlechter unterscheiden sich in der Färbung kaum. Auch der bei Greifvögeln häufige Größendimorphismus zugunsten der Weibchen ist nur ganz schwach ausgeprägt. Allerdings sind Weibchen mit bis zu 2,3 Kilogramm Körpergewicht im Durchschnitt um 20 Prozent schwerer als Männchen. Auch das Jugendgefieder ist dem der ausgefärbten Schlangenadler sehr ähnlich. Als einziges gutes Unterscheidungsmerkmal kann eine helle, linienartige Zeichnung dienen, die die Großen Deckfedern von den Schwingen trennt; dieses, nur in der Obersicht erkennbare Merkmal, ist bei ausgefärbten Vögeln nicht mehr vorhanden.
Schlangenadler fliegen mit flachen, sehr langsamen und kräftigen Flügelschlägen. Ihre Flugbewegungen wirken verzögert, fast wie in Zeitlupe. Sie stehen oft in waagrechter Flügellage im Wind, und rütteln auch häufig und ausdauernd. Im Gleiten sind die Flügel im Handgelenk stark abgewinkelt und vorgestreckt.

### Stimme
Die Rufe des Männchens sind überraschend melodiös; entfernt erinnern sie an das Flöten eines Pirols. Häufigster Ruf ist ein zweisilbiges Kiiii-jo bei dem die erste Silbe langgezogen und stark betont, die zweite Silbe volltönend und kurz abklingt (Hörbeispiel). Er ist vor allem beim Anflug an den Horst zu hören. Das Grundmuster dieses Rufes wird situationsbedingt vielfältig abgewandelt und kann an Rufe des Schwarzspechtes und des Fischadlers erinnern. Am Horst selbst ruft das Männchen in meist zweisilbigen Ruffolgen, die eine glockenartige oder xylophonartige Tonfärbung aufweisen. Besonders weiche i-joa-Laute werden in Partnernähe geäußert und drücken besondere Vertrautheit aus. Weibchen rufen weniger häufig und weniger wohltönend in sehr ähnlichen phonetischen Mustern; häufig hört man beide Partner minutenlang im Duett (Hörbeispiel).

## Verbreitung und Lebensraum

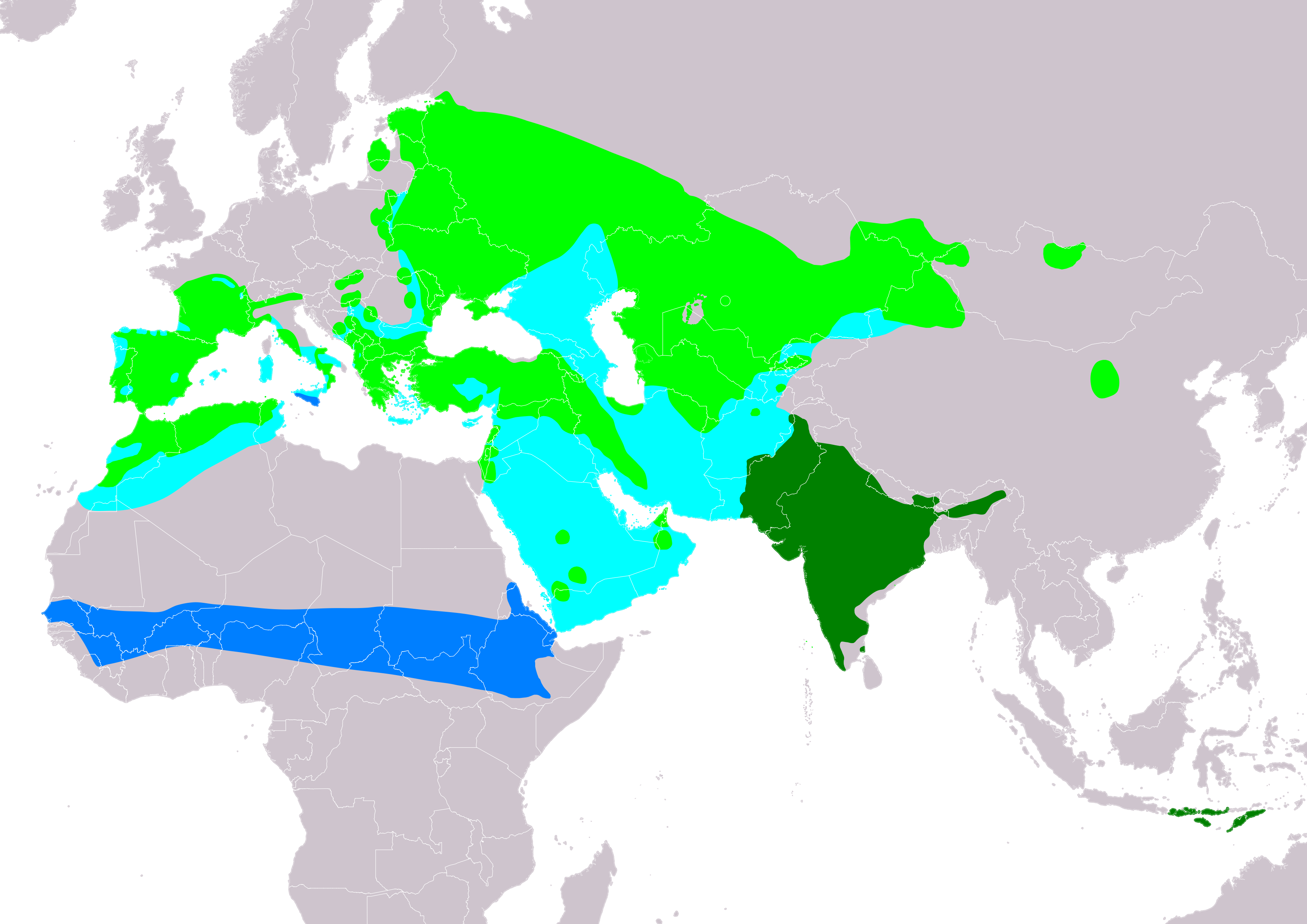
Verbreitung des Schlangenadlers
Brutgebiete
Ganzjähriges Vorkommen
Migration
Überwinterungsgebiete

Die Brutgebiete des Schlangenadlers liegen vor allem in der südlichen West- und Zentralpaläarktis sowie auf dem Indischen Subkontinent. Nur in Nordosteuropa erreichen die Brutvorkommen der Art 60° nördliche Breite. Von diesem nirgendwo geschlossenen Verbreitungsgebiet isoliert ist der Schlangenadler in einigen Regionen der Arabischen Halbinsel, in der Inneren Mongolei, sowie auf einigen der Kleinen Sundainseln Brutvogel. Die Schlangenadler der Kleinen Sundainseln wurden lange Zeit für Überwinterer zentralasiatischer Populationen gehalten, es handelt sich tatsächlich aber um Brutvorkommen dort sesshafter Vögel.
In der West- und Zentralpaläarktis kommt der Schlangenadler in den Maghrebstaaten, auf großen Teilen der Iberischen Halbinsel, Teilen Zentral- und Südfrankreichs, sowie ostwärts über die Apenninhalbinsel, die Balkanhalbinsel, Kleinasien und Teilen der Kaukasusregion bis ins Elburs- und Zagrosgebirge vor. Brutvorkommen bestehen in Israel und, soweit bekannt weitaus kleinere, in Libanon, in Syrien, Jordanien sowie im nördlichen Teil der Sinaihalbinsel.
In Ost- und Nordosteuropa liegen die Brutvorkommen vor allem in Belarus, der Ukraine und im europäischen Teil Russlands, von wo sich das Verbreitungsgebiet nach Zentralasien etwa bis zum Ostrand des Balchaschsees fortsetzt. Die am weitesten nach Norden vorgeschobenen Vorkommen liegen in den Baltischen Staaten sowie in Russland nördlich von Sankt Petersburg.
Mitteleuropa lag immer im Grenzbereich des Verbreitungsgebietes, allein in Norditalien, Slowenien, der Slowakei und Ungarn bestehen kleine Brutvorkommen.
In der Südschweiz werden in den letzten Jahren wieder vermehrt Schlangenadler beobachtet; 2012 brütete ein Schlangenadlerpaar erstmals im Wallis. Von 2012 bis 2017 gab es in der Schweiz acht Brutnachweise, wobei in den Jahren 2015, 2016 und 2017 je zwei Paare brüteten.
Beobachtungen umherschweifender Schlangenadler kommen im zentralen und nördlichen Mitteleuropa zwar regelmäßig, jedoch selten vor; überraschend war 1999 die Sichtung eines Exemplars auf den Scilly-Inseln.

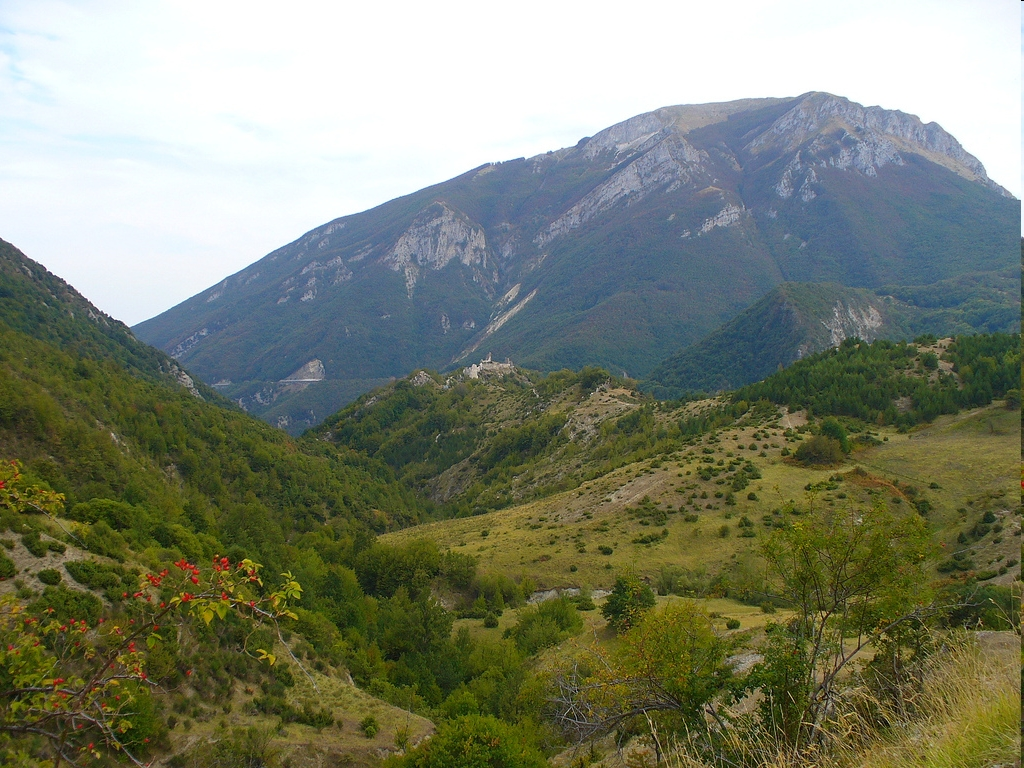
Bruthabitat des Schlangenadlers im Nationalpark Gran Sasso

 Wesentlichste Voraussetzung für ein Brutvorkommen dieser Art ist ein ausreichendes Angebot an Reptilien, insbesondere an Schlangen, sowie an einzelnen Bäumen zur Horstanlage. So besiedelt die Art in weiten Teilen ihres Verbreitungsgebietes trockene, wärmebegünstigte, nur spärlich bewachsene und felsige Gebiete, wie mediterrane Macchien, Garriguen und ähnliche Vegetationsformen, wie die im Osten der Mittelmeerküste häufige Phrygana. Sonnenbeschienene Berghänge sowie insgesamt stark reliefiertes Terrain sind besonders günstige Landschaftsstrukturen. Daneben erscheint er auch in lockeren Kiefern- und Laubmischwäldern, solange Freiflächen zum Jagen vorhanden sind, gelegentlich auch im extensiv genutzten Kulturland. Im Osten seines Verbreitungsgebietes besiedelt er hauptsächlich vereinzelt mit Bäumen bestandene Steppengebiete, im Norden auch dichtere Wälder und flussbegleitende Gehölze, vor allem, wenn sie an größere Heide- oder Moorflächen grenzen. Im Winterquartier erscheint die Art in semiariden Gebieten wie Trocken- und Dornenbuschsavannen.
Die Brutgebiete des Schlangenadlers reichen vom Meeresniveau bis in Höhen von etwa 2000 Metern, vereinzelt, wie in Marokko und in Indien, sogar noch etwas höher.
Der Raumbedarf der Art ist meist groß. In einer spanischen Untersuchung wurden im Durchschnitt 36 Quadratkilometer große Aktionsräume festgestellt, eine ähnliche Größe ergab eine Studie in Italien. Innerhalb des Aktionsraumes wird ein unterschiedlich großes, meist aber mindestens 2 Kilometer im Umkreis umfassendes Areal gegenüber Artgenossen energisch verteidigt; auch der minimale Horstabstand liegt in diesem Distanzbereich, nur in äußerst dicht besiedelten Gebieten, wie etwa dem Dadia-Wald in Nordost-Griechenland wurden geringere Horstabstände gemessen.

### Wanderungen
Die Schlangenadler der Paläarktis sind mehrheitlich Zugvögel, jene des Indischen Subkontinents und der Kleinen Sundainseln Standvögel. Auch einige Adler Südspaniens und Nordwestafrikas verbleiben im Brutgebiet. Die Überwinterungsgebiete liegen in einem relativ schmalen Gürtel in der Sahelzone südlich der Sahara und nördlich des Äquators von Senegal ostwärts bis Äthiopien. Die Schlangenadler verlassen ab Ende August die Brutgebiete; ab Mitte September kommt es zu Zugkonzentrationen bei Gibraltar, am Bosporus und in Israel. Wo die Zugscheide zwischen Ost- und Westziehern liegt, ist nicht bekannt. Die norditalienischen Vögel ziehen zuerst nach Nordwesten und biegen erst an der französischen Mittelmeerküste nach Südwesten ab; die mittel- und süditalienischen überqueren das Mittelmeer an der Engstelle zwischen Sizilien und Cap Bon. Wo die Schlangenadler der Inneren Mongolei überwintern, ist nicht bekannt. Der Heimzug erfolgt auf den gleichen Routen, jedoch in breiterer Front, sodass es zu keinen besonderen Zugkonzentrationen an den bekannten Engstellen kommt. Die ersten Adler treffen bereits im März im Brutgebiet ein, Mitte April ist der Heimzug abgeschlossen.
Ein besenderter adulter Schlangenadler legte die 4700 Kilometer lange Strecke von seinem Brutgebiet in Frankreich ins Überwinterungsgebiet in Niger in 20 Tagen zurück; die größte Tagesstrecke betrug 467 Kilometer.

## Nahrung und Nahrungserwerb
Die Nahrung des Schlangenadlers besteht fast ausschließlich aus Schlangen. Daneben spielen andere Reptilien, Säugetiere und Vögel nur eine untergeordnete Rolle. Gelegentlich werden auch Wirbellose wie Schnecken und Würmer, fallweise auch Käfer und andere große Insekten gefressen.

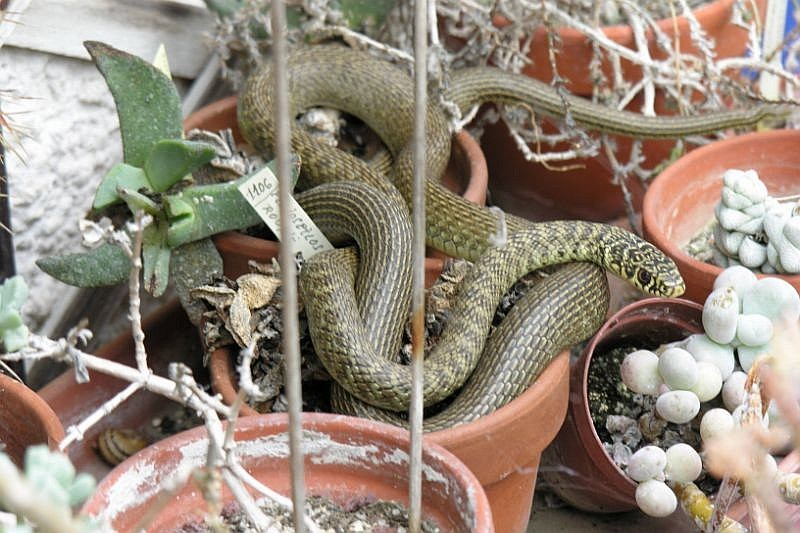
Die Gelbgrüne Zornnatter gehört zu den häufigen Beutetieren des Schlangenadlers

Unter den Schlangen bevorzugt die Art größere Exemplare mit etwa einem Meter Länge, in Indien wurden sogar Exemplare mit einer Länge von über 1,8 Metern als Beutetiere festgestellt. Jungtiere werden mit entsprechend kleineren Tieren gefüttert. In Europa überwiegen Zornnattern, Kletternattern, wie die Äskulapnatter, Pfeilnatter und Leopardnatter sowie Eidechsennattern und Schwimmnattern, wie Ringelnatter und Vipernattern im Beutespektrum. Glattnattern und Würfelnattern fängt er weniger häufig, auch Ottern, wie Kreuzotter oder Aspisviper finden sich ebenfalls seltener unter den Beutetieren. Offenbar bevorzugt er ungiftige Arten, doch erbeutet er auch Giftschlangen. Im Wald von Dadia machten Ringelnattern fast die Hälfte der erbeuteten Schlangen aus, gefolgt von Eidechsennattern. Die im Gebiet nicht seltene Europäische Hornotter wurde wahrscheinlich auf Grund ihrer Kleinheit nicht erbeutet. Über das Beutespektrum der zentralasiatischen, der indischen und der südostasiatischen Populationen ist nichts bekannt; auch über die Beutetiere im Winterquartier liegen keine detaillierten Informationen vor.

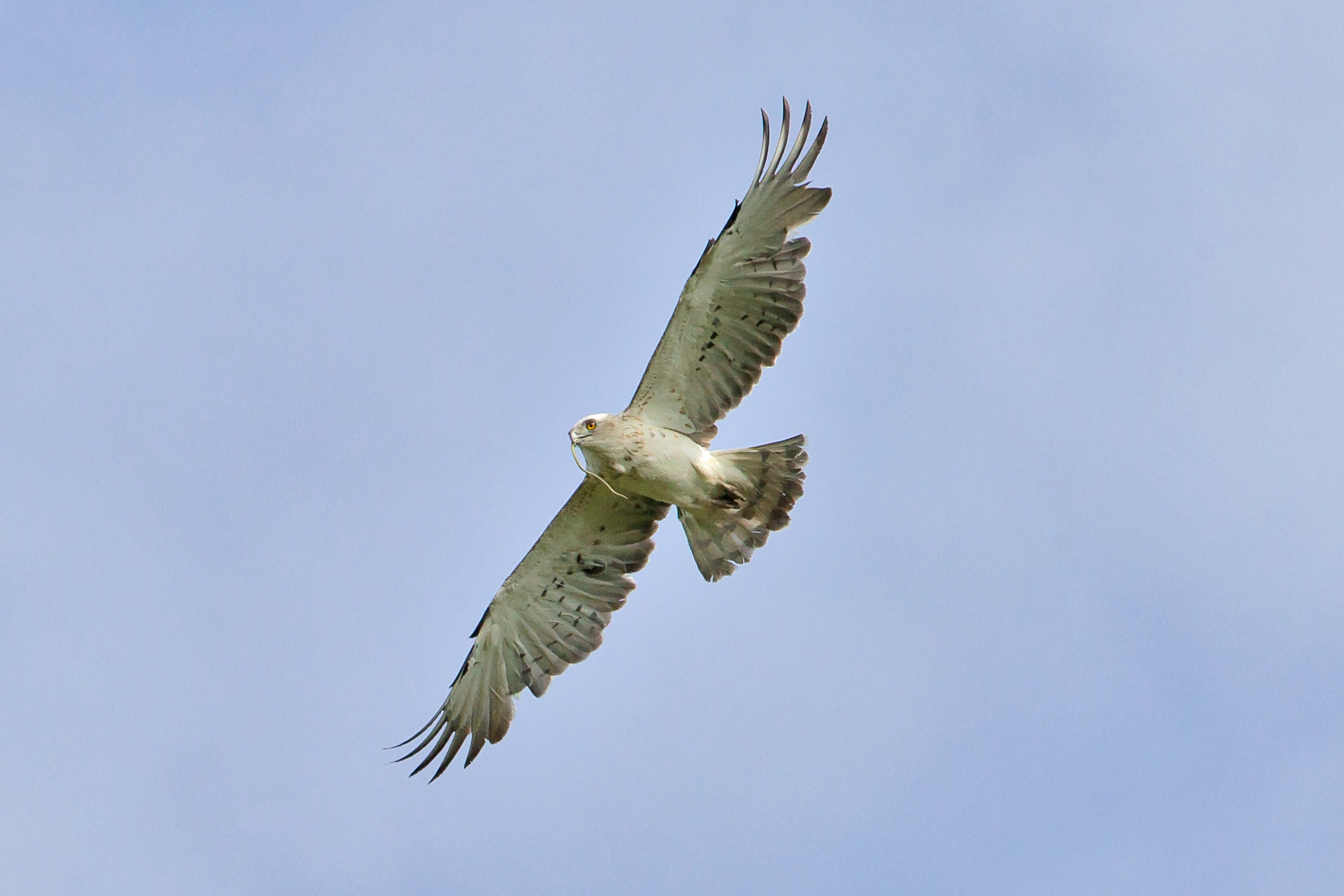
Schlangenadler mit Beute

Neben dieser Schlangennahrung, die quantitativ bei weitem überwiegt, werden alle im Brutgebiet erreichbaren Eidechsen inklusive Blindschleiche und Scheltopusik, geschlagen. Im Dadia-Wald, in dem 8 verschiedene Eidechsen vorkommen, wurden mit dem Scheltopusik und der Östlichen Smaragdeidechse allerdings nur die beiden größten als Beutetiere festgestellt. Auch einige Arten der Geckos, Schildkröten sowie kleine Warane sowie Amphibien wie Frösche und Kröten werden gelegentlich verspeist. Kleinsäuger wie Mäuse, Spitzmäuse, Hamster, Ratten und Kaninchen gehören zur zwar seltenen, aber doch regelmäßigen Schlangenadlerbeute, ebenso verschiedene Vogelarten bis zur Größe von Hähern und Tauben. Viele Kleinsäuger und Amphibien, die in den Gewölleanalysen festgestellt wurden, dürften jedoch gemeinsam mit der Schlangenbeute aufgenommen worden sein.
Der Nahrungsbedarf eines adulten Schlangenadlers beträgt etwa 1–2 mittelgroße Schlangen pro Tag; der Nestling benötigt bis zu 200 Gramm täglich, was hochgerechnet auf die gesamte Nestlingszeit einer Anzahl von bis zu 270 Schlangen mit einem Gesamtgewicht von etwa 11 Kilogramm entspricht.
Die am häufigsten praktizierte Jagdmethode ist ein langsamer, meist durch Thermik begünstigter Schwebeflug in Höhen zwischen 150 und 400 Metern. Häufig rütteln Schlangenadler, gelegentlich jagen sie auch in einem niedrigen, weihenartigen Suchflug. Auch Ansitzjagden und Jagden zu Fuß gehören zu den Jagdstrategien dieser Art. Wurde ein Beutetier erspäht, lässt sich der Adler fallschirmartig fallen und greift die Schlange unmittelbar hinter dem Kopf; oft wird dieser auch sofort abgebissen. Die Beutetiere werden, immer mit dem Kopf voran, entweder am Boden oder im Flug verschlungen. Zum Horst transportieren Schlangenadler ihre fast immer schon toten Beutetiere ausschließlich im Schnabel.

## Brutbiologie

### Paarbildung und Nestbau
Schlangenadler werden im Alter von 3–4 Jahren geschlechtsreif. Sie führen eine weitgehend monogame, saisonale Partnerschaft; Wiederverpaarungen letztjähriger Brutpartner sind auf Grund der sehr großen Ortstreue beider Geschlechter wahrscheinlich. Die Balz ist insgesamt nicht sehr auffällig. Wesentlichstes Balzelement ist der Girlandenflug, der in ähnlicher, jedoch bedeutend expressiverer Charakteristik auch beim Wespenbussard beobachtet werden kann. Dabei steigen die Brutpartner oder das Männchen allein in Horstnähe auf, lassen sich etwa 15 Meter fallen um danach mit ein, zwei Flügelschlägen die zuvor eingebüßte Höhe wieder zu erreichen; oft trägt ein Vogel eine Schlange im Schnabel, lässt sie fallen und fängt sie kurz danach wieder auf, oder übergibt sie an den Partner. Während dieser Flüge sind ausdauernde Kiiii-jo-Rufe zu hören.
Der Nestbau beginnt sehr bald nach Eintreffen im Brutgebiet, in der Paläarktis ab Mitte März, in den ostasiatischen Brutgebieten nach Ende des Sommermonsuns Anfang November. Beide Partner beteiligen sich daran, das Männchen jedoch intensiver. Neststandort ist meist die Spitze, seltener die Mitte der Krone oder ein Seitenast unterschiedlicher, gewöhnlich nicht besonders hoher Bäume, gelegentlich auch Büsche. Kiefern oder Eichen werden besonders häufig als Horstbäume gewählt. Nester in Höhen über 10 Meter sind eher selten. Auch in Felswänden werden die Horste in der Regel auf Büschen oder verkrüppelten Bäumen, nur ausnahmsweise direkt auf Fels angelegt.
Horste werden fast immer neu errichtet, nur selten werden alte ausgebessert oder erweitert oder Nester anderer Vogelarten adaptiert. Der Horst ist eine für die Größe der Art eher kleine Konstruktion aus Zweigen und Ästen mit einem durchschnittlichen Durchmesser von 60 Zentimetern und einer Höhe von nicht mehr als 30 Zentimetern; nur mehrmals benutzte Horste wachsen zu umfangreicheren Gebilden heran. Die flache Nestmulde wird immer mit grünen Zweigen, oft auch mit Heidekraut ausgelegt. Auf Grund der durchschnittlichen Nestdimensionen überragen bei brütenden Schlangenadlern Kopf und Stoß oft den Nestrand, sind also von unten zu sehen.

### Gelege, Brut und Aufzucht des Jungvogels

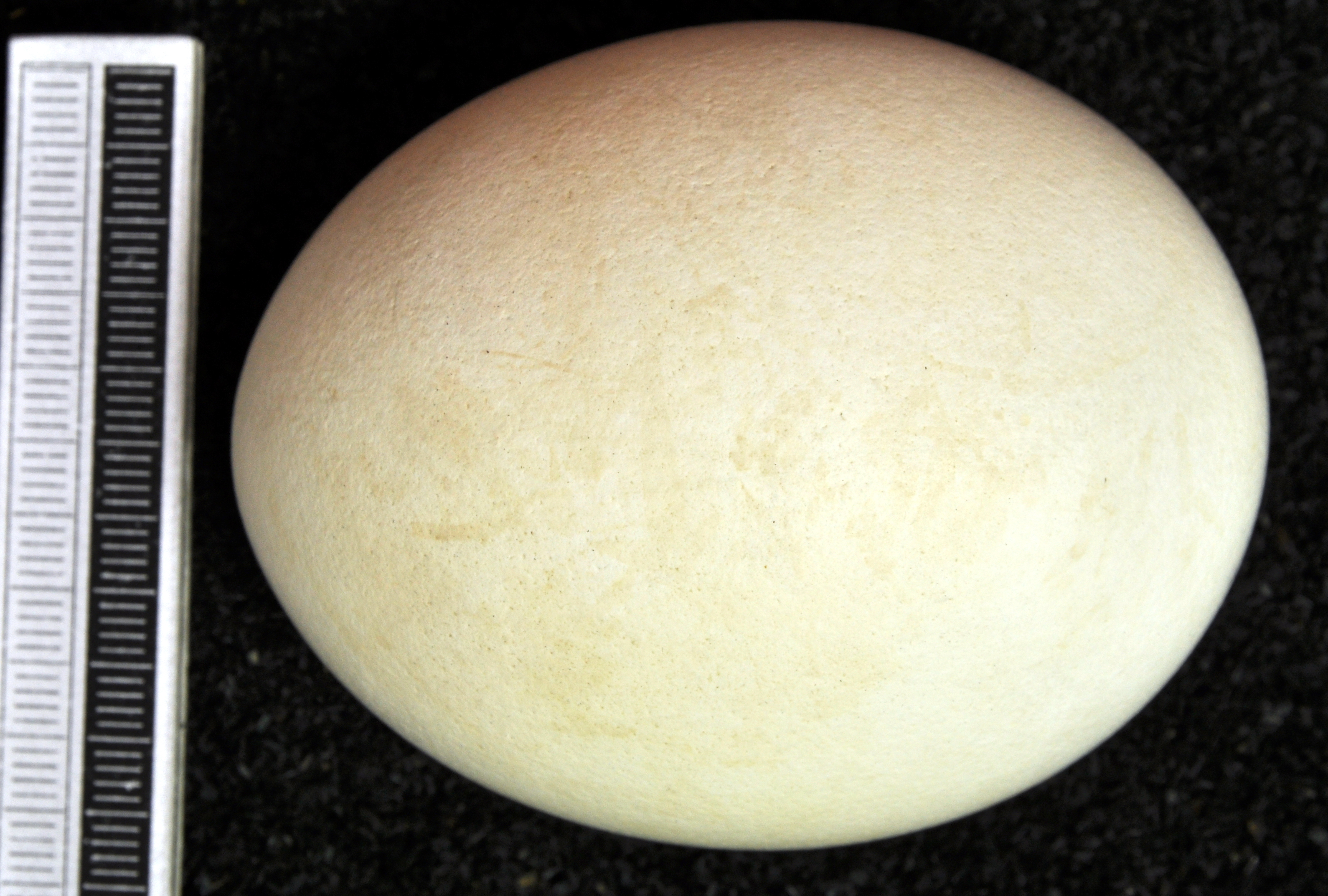
Ei, Sammlung Museum Wiesbaden

Die Eiablage beginnt im Maghreb am Anfang der letzten Märzdekade; bis in den Mai können in der Paläarktis frische Gelege gefunden werden; in Indien fängt sie im Dezember an und dauert bis in den Mai. Schlangenadler brüten im gesamten Verbreitungsgebiet nur einmal im Jahr; bei frühem Gelegeverlust kommt es zu einem Nachgelege. Das Gelege besteht immer aus nur einem relativ großen, breitelliptischen, rein weißen Ei mit den durchschnittlichen Maßen von 74 × 58 Millimetern und einem Gewicht von etwa 150 Gramm. Die Brutzeit ist mit bis zu 47 Tagen sehr lang, ebenfalls die Nestlingszeit, deren Dauer je nach Witterung und Ernährungssituation zwischen 60 und 80 Tagen schwankt. Vor allem brütet das Weibchen, das auch später das Hudern und das Zerteilen der Beute für das Küken übernimmt; es wird nur einige Male am Tag vom Männchen abgelöst, das für Küken und Weibchen die Beute herbeischafft. Wenn der Nestling vier Wochen alt ist, beginnt auch das Weibchen mit Beuteflügen. Dem Küken werden zuerst kleine Fleischbrocken vorgelegt, erst mit etwa 2 Wochen beginnt es, kleinere Schlangen zu kröpfen. Mit 3 Wochen ist ein Nestling bereits imstande, eine mittelgroße Schlange von 80 Zentimeter Länge und etwa 4 Zentimeter Dicke zu verschlingen. Häufig zieht der Nestling dem futterbringenden Altvogel die Schlange aus dem Schlund. In der Paläarktis fliegen die meisten Jungadler zwischen Mitte Juli und Mitte August aus; sie werden jedoch noch mehrere Wochen von den Eltern betreut, bevor sie ihren ersten Zug antreten.
Daten zum Bruterfolg beziehungsweise Fortpflanzungsziffern sind spärlich und beruhen nur auf kleinen, wenig repräsentativen Untersuchungen. In verschiedenen Studien lagen die Fortpflanzungsziffern, also die Anzahl der ausgeflogenen Jungadler pro Brutpaar und Jahr zwischen 0,3 und 0,86 Individuen. Das Höchstalter eines wiedergefundenen beringten Vogels betrug 17 Jahre.

## Systematik

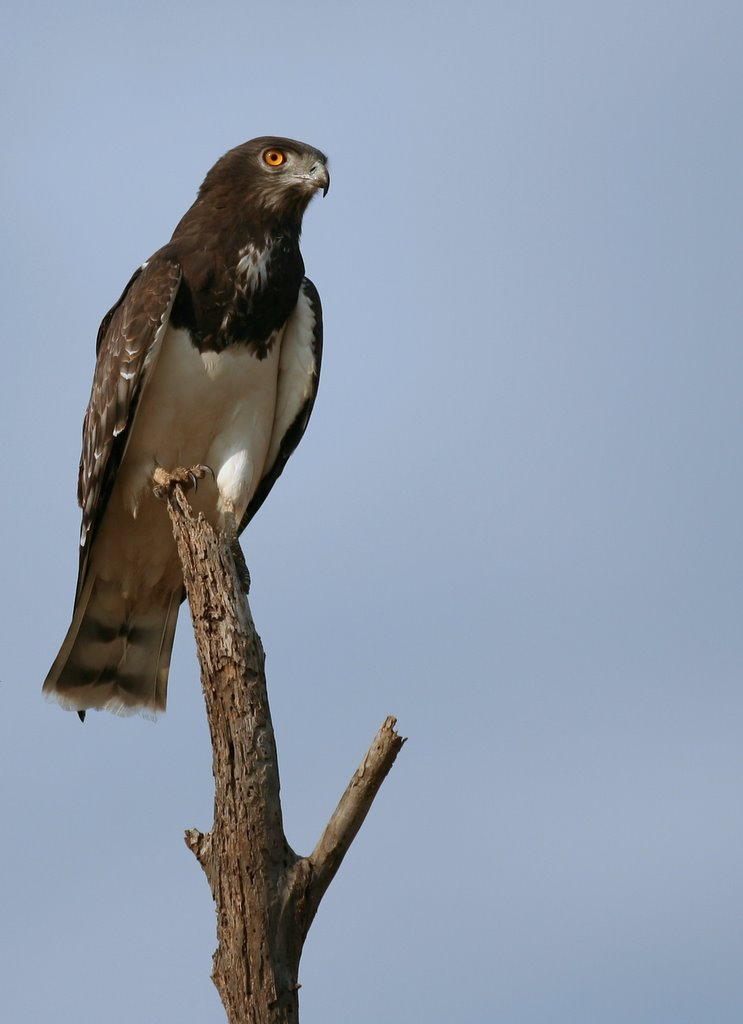
Schwarzbrust-Schlangenadler, ein sehr naher Verwandter des Schlangenadlers

Der Schlangenadler ist eine von insgesamt fünf Arten der Gattung Circaetus. Er ist die einzige Art dieser Gattung, die nicht nur in Afrika verbreitet ist. Beobachtungen von Mischbruten mit dem Beaudouin-Schlangenadler und dem Schwarzbrust-Schlangenadler (C. pectoralis) führten dazu, die beiden letzteren Arten mit C. gallicus zu vereinen und als dessen Unterarten zu betrachten. Da weder die Häufigkeit dieser Mischbruten, noch der Bruterfolg, geschweige denn die Fertilität möglicher Nachkommen bekannt sind, hält Ferguson-Lees eine Trennung in drei eigenständige Arten innerhalb einer Superspezies für angebracht.
Trotz des sehr großen und in weit voneinander entfernte Brutgebiete fragmentierten Areals werden keine Unterarten des Schlangenadlers anerkannt. Früher wurden die etwas kleineren Schlangenadler der Kleinen Sundainseln einer Unterart C. heptneri zugeordnet; diese Einschätzung wird jedoch mehrheitlich gegenwärtig nicht unterstützt.

## Bestandssituation
Die Bestände des Schlangenadlers verringerten sich ab der Mitte des 19. Jahrhunderts drastisch; dafür maßgeblich waren direkte Verfolgung, Verfolgung der Beutetiere und Lebensraumverlust. Die kleinen mitteleuropäischen Bestände in Deutschland, Österreich, Luxemburg, der Schweiz und der Niederlande sind in den letzten 100 Jahren erloschen. Heute scheinen die großen Populationen in Südost- und Osteuropa sowie die der Iberischen Halbinsel und Frankreichs in ihren Bestandszahlen weitgehend konstant zu bleiben. Bestandseinschätzungen für die außereuropäischen Populationen liegen nicht vor.
Die IUCN listet die Art in keiner Gefährdungsstufe; Ferguson-Lees & Christie schätzen den Weltgesamtbestand auf maximal 26.000 Brutpaare, wovon etwa die Hälfte auf die Westpaläarktis entfällt.
Neben Lebensraumverlust ist nach wie vor direkte Verfolgung die wesentlichste bestandsminimierende Ursache. Vor allem auf dem Zug werden viele Schlangenadler erlegt. Dokumentiert ist der Abschuss der meisten von etwa 50 Schlangenadlern, die während des Herbstzuges 1993 an einem Tag auf Malta ankamen.